# Opharus bimaculata
Opharus bimaculata är en fjärilsart som beskrevs av Herman Dewitz 1877. Opharus bimaculata ingår i släktet Opharus och familjen björnspinnare. Inga underarter finns listade i Catalogue of Life.